# Rey Chamán
Rey Chamán es una serie de televisión de anime perteneciente al género de acción, aventuras y artes marciales, se basa en la serie de manga del mismo nombre escrita e ilustrada por Hiroyuki Takei. En Otakon 2015, el expresidente de Madhouse y luego presidente de MAPPA, Masao Maruyama, expresó su deseo de trabajar en un reinicio de la franquicia de Shaman King. En febrero de 2017, mientras respondía la pregunta de un fan, Takei reveló en su Twitter oficial que recibió una oferta para reiniciar el anime de Shaman King, pero rechazó la oferta porque le dijeron que el nuevo anime no podría usar los actores de voz y la música de la banda sonora del primer anime, aunque Takei esperaba tener otra oportunidad en el futuro. En junio de 2020, se anunció una nueva serie de televisión de anime que adaptaría los 35 volúmenes de la nueva edición completa de manga.

## Argumento
La trama de Rey Chamán gira en torno a Yoh Asakura, un chamán, un médium entre los mundos de los vivos y los muertos. Yoh busca convertirse en el Rey Chamán, el que puede contactar con el Gran Espíritu, y obtener la capacidad de remodelar el mundo de la forma que desee, y para este propósito, debe ganar el Torneo de Chamanes, una batalla que se lleva a cabo una vez cada 500 años entre chamanes en competencia. Anna Kyoyama, la prometida de Yoh, pronto entra en escena y le prescribe un brutal régimen de entrenamiento para prepararlo para el torneo. Así comienza la trama que llevará a Yoh en un viaje que lo llevará a hacerse amigo de Ryu, Ren Tao, Horo Horo, Faust VIII, Lyserg Diethel y Chocolove McDonnell.
Durante el torneo, Yoh se encuentra con su hermano gemelo Hao Asakura, un chamán fuerte que desea erradicar a los humanos y crear un mundo para los chamanes. Al final del torneo, los equipos restantes consisten en Yoh y sus amigos, los X-Laws y el equipo de Hao. Los equipos restantes optan por perder el torneo, coronando a Hao con el título de Shaman King. Cuando Hao es llevado, Yoh y sus aliados deciden atacar a Hao mientras se fusiona con el Gran Espíritu, que está en coma. Para conquistar a Hao, Yoh y sus amigos deben derrotar a los miembros de la Tribu Pache que están obligados a servir bajo el nuevo Shaman King.
Después de que Yoh y sus amigos superan a los diez miembros de la Tribu Pache, Hao se despierta como el nuevo Shaman King. Derrota a Yoh y a todos sus amigos y absorbe sus almas. Dentro del Gran Espíritu, Yoh, Ren, Horo Horo, Lyserg y Chocolove luchan contra Hao usando los Cinco Grandes Espíritus Elementales: el Espíritu de la Tierra, el Espíritu del Trueno, el Espíritu de la Lluvia, el Espíritu del Fuego y el Espíritu del Viento. Cuando los antiguos asociados de Yoh y sus amigos comienzan a aparecer en el Gran Espíritu, se revela que el Gran Espíritu concedió el deseo de Hao de que alguien recuperara el espíritu de su madre. Con la ayuda de Anna, la madre de Hao es llevada al Gran Espíritu. La madre de Hao le dice que, para ser salvado, debe perdonar a los humanos por asesinarla.
Siete años después, Hana Asakura, espera en una estación a los Cinco Guerreros Elementales y sus padres, Yoh y Anna.

## Reparto de voces y personajes
- Gabriel Gama[6] como Yoh Asakura: un joven chamán que gusta de la paz, la relajación y la falta de preocupaciones, pero que también alberga grandes poderes.
- Rubén Moya como Amidamaru: El espíritu acompañante de Yoh y un antiguo y poderoso samurái.
- Laura Torres como Manta Oyamada: Un estudiante de la escuela a la que va Yoh y además su mejor amigo humano.
- Ana Lucía Ramos como Anna Kyoyama: una poderosa sacerdotisa y la prometida de Yoh, esta determinada a convertirse en la esposa del Rey chamán.
- Iván Bastidas como Hao Asakura: El malvado chamán hermano de Yoh.

## Producción
El anime es producido por Bridge y dirigido por Joji Furuta, con composición en serie de Shōji Yonemura, diseños de personajes de Satohiko Sano y música compuesta por Yuki Hayashi. Se estrenó el 1 de abril de 2021 en TV Tokyo y varias otras estaciones de TX Network. Netflix adquirió los derechos de transmisión global de la serie y está programado para lanzarla fuera de Japón el 9 de agosto de 2021. La serie presenta miembros del elenco que regresan de la serie de anime de 2001. La serie consta de 52 episodios lanzados en cuatro cajas de disco Blu-ray, cada uno con 13 episodios: los dos primeros están programados para su lanzamiento el 25 de agosto y el 24 de noviembre de 2021 respectivamente, y los dos últimos para el 23 de febrero y 25 de mayo de 2022. Al igual que con la serie de anime de 2001, Megumi Hayashibara interpreta los temas de apertura y cierre de la serie de 2021. El tema de apertura es "Salvación del alma" y el tema final es "#Boku no Yubisaki" ( # ボ ク ノ ユ ビ サ キ, "My Fingertip"), ambos interpretados por Hayashibara. El segundo tema final es "Adieu" de Yui Horie.
Después del último episodio del reinicio de la serie original, se anunció una secuela. En marzo de 2023, se confirmó una adaptación de serie de televisión de anime. El personal del reinicio está retomando sus roles con Mayuko Yamamoto diseñando los personajes y se estrenó en TV Tokyo en enero de 2024. Anime Onegai obtuvo la licencia de la segunda temporada en América Latina. Jonu Media obtuvo la licencia de la segunda temporada en España.